# Lars Jonsson (Eishockeyspieler)
Lars Lasse Jonsson (* 2. Januar 1982 in Borlänge) ist ein ehemaliger schwedischer Eishockeyspieler, der im Laufe seiner Karriere für Leksands IF, Timrå IK, HV 71 Jönköping und Brynäs IF in der schwedischen Elitserien aktiv war.

## Karriere
Lars Jonsson begann seine Karriere als Eishockeyspieler in der Jugend von Leksands IF, für dessen Profimannschaft er von 1999 bis 2004 in der Elitserien, sowie der HockeyAllsvenskan aktiv war, wobei er mit seiner Mannschaft in der Saison 2001/02 den Aufstieg in die Elitserien erreichte. In dieser Zeit wurde er im NHL Entry Draft 2000 in der ersten Runde als insgesamt siebter Spieler von den Boston Bruins ausgewählt, für die er allerdings nie spielte. In der Saison 2002/03 absolvierte der Verteidiger zudem einige Spiele für die Zweitligisten IF Björklöven und IFK Arboga.
Nach je einem Jahr bei Timrå IK und HV71 Jönköping wurde der Schwede am 1. Juli 2006 als Free Agent von den Philadelphia Flyers unter Vertrag genommen, für die er in der Saison 2006/07 zwei Vorlagen in acht Spielen gab. Den Großteil dieser sowie der folgenden Spielzeit verbrachte Jonsson jedoch im Farmteam der Flyers aus der American Hockey League, den Philadelphia Phantoms.
Nach zwei Jahren in Nordamerika kehrte der ehemalige Junioren-Nationalspieler in seine schwedische Heimat zurück, wo er vom Erstligisten Brynäs IF verpflichtet wurde. Nach der Saison 2012/13 beendete er seine Karriere.

### International
Für Schweden nahm Jonsson an der U18-Junioren-Weltmeisterschaft 2000 sowie der U20-Junioren-Weltmeisterschaft 2002 teil.

## Erfolge und Auszeichnungen
- 2000 Bronzemedaille bei der U18-Junioren-Weltmeisterschaft
- 2002 Aufstieg in die Elitserien mit Leksands IF
- 2012 Schwedischer Meister mit Brynäs IF

## Statistik
(Stand: Ende der Saison 2010/11)